# Antoni Rovira i Trias
Pour les articles homonymes, voir Rovira.
Antoni Rovira i Trias (Barcelone, le 27 mai 1816 - 2 mai 1889) est un architecte barcelonais. Lauréat en 1859 du concours de la mairie de Barcelone pour développer la ville, son plan fut écarté par le gouvernement central au profit du plan Cerdà. Il devint régisseur, député et architecte municipal de Barcelone et est à l'origine du corps des sapeurs pompiers de Barcelone.

## Biographie familiale
Sa famille est traditionnellement impliquée dans les arts de la construction et de la maîtrise d'œuvre. Ses parents s'installent à Barcelone au XVIIIe siècle. Bien qu'on attribue à son père charpentier et maître d'œuvre la construction de divers édifices, les deux seules dont on ait une documentation fiable et celle pour la réalisation d'un pont de bois construit en 1802 entre la douane et le palais royal lors d'une visite de la famille royales d'Espagne et des Asturies à Barcelone ainsi qu'une participation aux travaux du cimetière de Poblenou.
Il naît à Gràcia en 1816. Influencé par la tradition familiale, Antoni se consacre à l'architecture, et, malgré l'absence de sources fiables, il semblerait qu'il dirige son premier chantier à 16 ans.
Marié à Magdalena Rabassa i Barenys, il eut deux fils dont le premier fit également carrière dans l'architecture. Il décède le 2 mai 1889 à 73 ans des suites d'un accident cérébral.

## Études
Il suit les cours de l'école de la Llotja en chimie, géographie, géologie et mathématiques. Il intègre en 1836 la toute nouvelle faculté d'ingénieurs des chaussées à l'accadémie des beaux arts de San Fernando. Il abandonne ces études au profit de l'architecture dont il obtient le prix le 30 mars 1842.
Il élabore pendant son service militaire avec deux de ses camarades le plan de la ville de Sant Feliu de Guíxols qui reste comme son premier travail connu.

## Activité professionnelle
Il fut architecte municipal de Barcelone, Gràcia et de Sant Martí de Provençals, chef des constructions et des ornementations des mêmes villes en 1872 et assesseur de la mairie de Manresa, régisseur, député, Chef honoraire du corps des pompiers de Barcelone, et citoyen d'honneur de la ville.
Il est à l'origine des marchés de la Barceloneta (1873), la Conception (1885), du born (1876) et de Sant Antoni (1879). On lui doit également le passage du commerce (1865-1866), le théâtre cirque de Barcelone (1853) et la réhabilitation de la loge du Palais des Moja (1856)

### Projet d'extension pour Barcelone

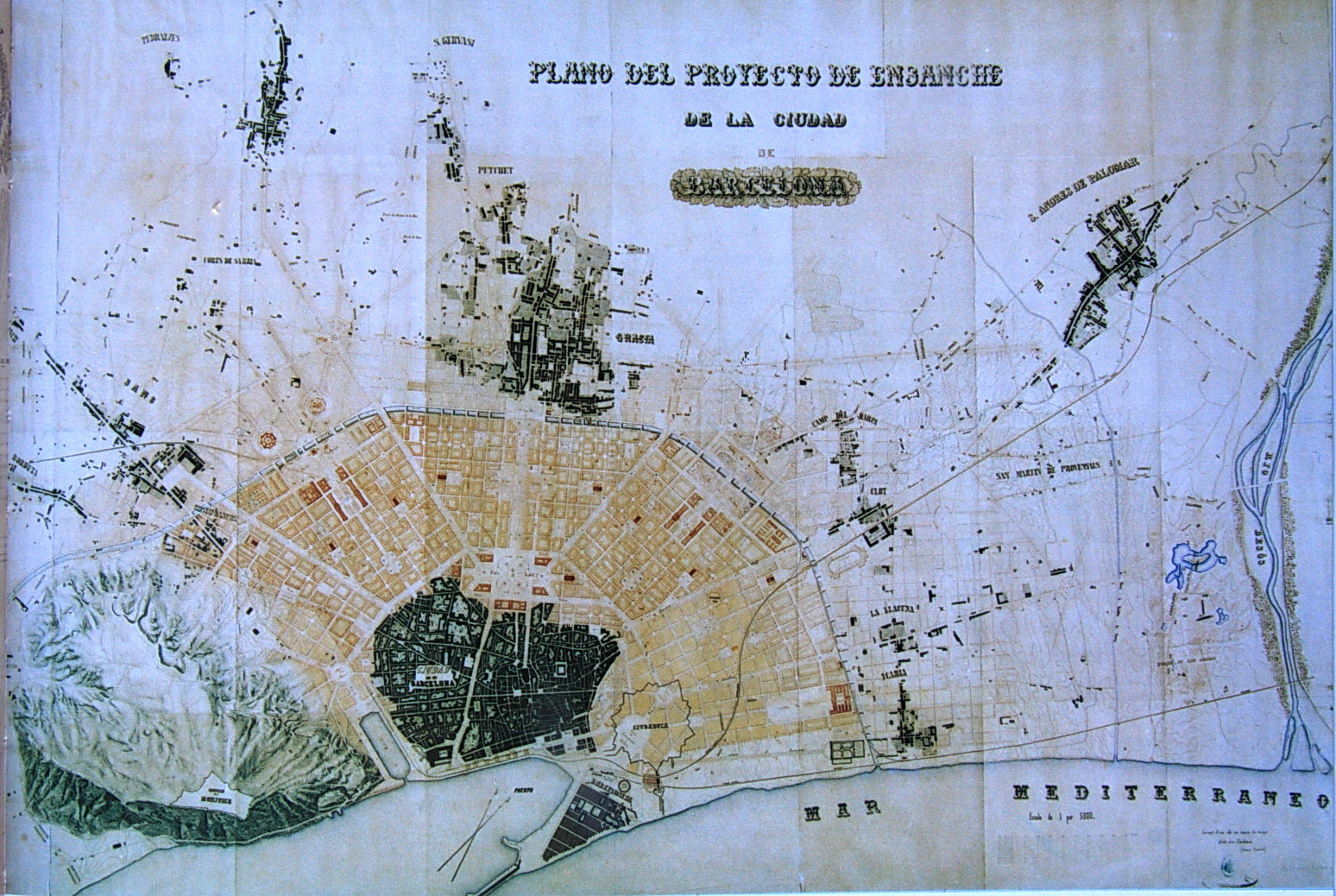
Projet d'extension de Barcelone par Antoni Rovira

En 1859 la mairie de Barcelone convoque un concours pour a déterminer un plan d'extension de la ville. 13 projets sont confrontés. Celui d'Antoni Rovira i Trias est déclaré vainqueur à l'unanimité le 10 octobre 1859. Cependant, le ministère de l'aménagement du territoire impose l'exécution du plan Cerdà de Ildefons Cerdà
Le projet d'Antoni Rovira est basé sur un maillage circulaire qui aurait entouré la ville vieille. Cette proposition devait permettre une croissance radiale qui aurait permis d'intégrer de manière harmonieuse les villages alentour. Son lemme était annoncé en Français : « le tracé d'une ville est œuvre du temps plutôt que d'architecte ». La phrase est attribuée à Léonce Reynaud, l'une des références architecturales de Rovira.

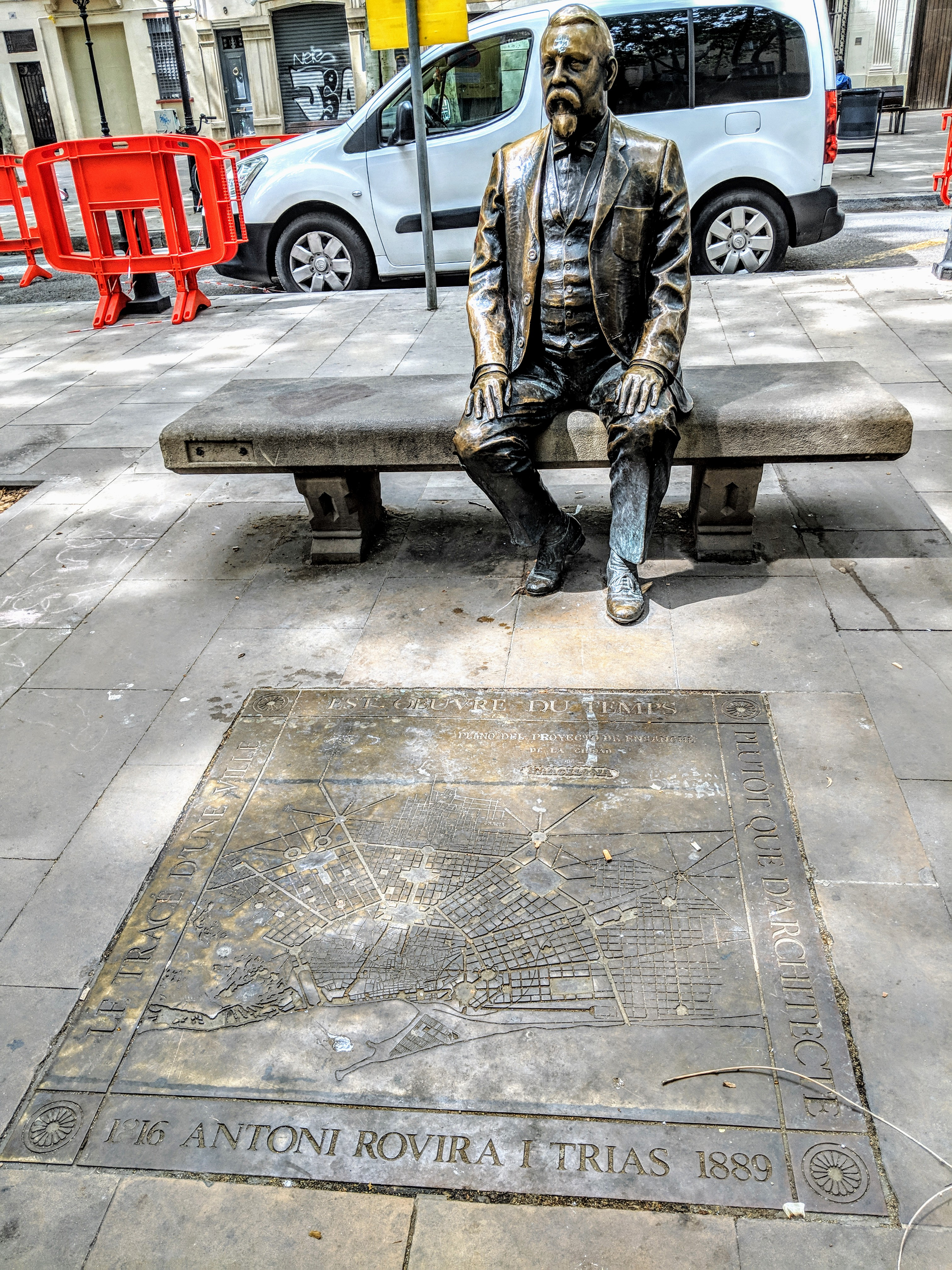
Statue en bronze représentant Rovira i Trias, sur la place portant son nom à Barcelone.

Le plan était structuré en trois zones où se combinaient les différentes populations et les activités sociales. Le plan était basé sur une logique de quartiers et une hiérarchisation de l'espace et des services publics. La muraille devait être remplacée par un boulevard périphérique, au-delà duquel se déployait une maille formée par des blocs rectangulaires à patio central d'une hauteur de 19 mètres.
Certaines rues principales auraient fait l'union entre les blocs d'habitation en plan hippodamien pour ajuster peu à peu le profil carré au demi-cercle qui aurait entouré la ville. L'architecte centrait son plan sur la place de Catalogne, alors que Cerdà déplaça le centre urbain sur la Place de Glories. Ce plan donnait une solution pour la place de Catalogne, chose qui n'était pas prévue par le plan Cerdà
La trame de Rovira correspond au modèle contemporain et résidentiel en anneau mis en œuvre à Vienne et dans le plan Haussmann à Paris. Ce modèle était en accord avec la future « gosstadt » capitaliste que revendiquèrent la Renaissance et la ligue régionaliste

## Reconnaissance
Depuis le 29 mars 1922, l'architecte possède une place à son nom, sur laquelle sa statue en bronze est assise sur un banc.

## Œuvres
- Le Marché de Sant Antoni
- Le marché de la Conception